# Mesothoris westraliensis
Mesothoris westraliensis is een keversoort uit de familie Cupedidae. De wetenschappelijke naam van de soort is voor het eerst geldig gepubliceerd in 1968 door Riek.